# HMS Göta Lejon (1945)
HMS Göta Lejon, officiellt HM Kryssare Göta Lejon var namnet på en kryssare i svenska flottan. Fartyget var det andra av de två fartygen i Tre Kronor-klassen, som utgjordes av Göta Lejon och systerfartyget HMS Tre Kronor. Göta Lejon sjösattes den 17 november 1945 och döptes av kronprins  Gustav Adolf. År 1971 såldes fartyget till Chile, döptes om till Almirante Latorre och tjänstgjorde fram till 1984. Den 15 september 1986 såldes hon för skrotning till det taiwanesiska företaget Shiong Yek Steel Corporation. Göta Lejon var tillsammans med systerfartyget det största örlogsfartyg som någonsin ingått i svenska flottan.

## Utformning och bestyckning

Göta Lejons vapen.

HMS Göta Lejon var 180,2 meter lång, 16,7 meter bred och hade ett djupgående av 5,7 meter. Standarddeplacementer var 7 650 ton och det maximala deplacementet var 9 238 ton. Skrovet var byggt av svetsat stål, med undantag för pansarplåten som inte kunde svetsas utan skruvades fast på skrovets utsida. Skrovet var utformat med ett backdäck som sträckte sig över mer än halva fartygets längd. Maskineriet bestod av fyra stycken vattenrörspannor av märket Penhoët, vilka levererade ånga till två stycken ångturbiner av märket de Laval. Utformningen var sådan att längst förut fanns två pannrum som levererade ånga till det förliga turbinrummet, vilket drev styrbords propeller, och akter därom fanns två pannrum och ett turbinrum som drev babords propeller. Framdrivningsmaskineriet genererade en effekt av 90 000 hästkrafter, vilket fick fartygen att överskrida den kontrakterade farten 33 knop.
Fartygets huvudbestyckning utgjordes av sju stycken 15,2 cm kanoner m/42 placerade i ett trippeltorn på fördäck och två dubbeltorn på akterdäck. Kanonerna kunde användas för beskjutning av mål på sjön, på land, och i luften och hade en eldhastighet av 10 skott per minut och eldrör, eller högre vid luftvärnsskjutning. Den maximala skottvidden var 22 000 meter. Fartyget var dessutom utrustat med luftvärnskanoner, torpeder, minrälsar och sjunkbombskastare.

## Historia

### Byggnation och leverans
Göta Lejon byggdes vid Eriksbergs varv i Göteborg. Under byggnationen utbröt en varvsstrejk vilket gjorde att fartyget sjösattes först den 17 november 1945, då hon döptes av kronprins  Gustav Adolf.

### Tjänstgöring

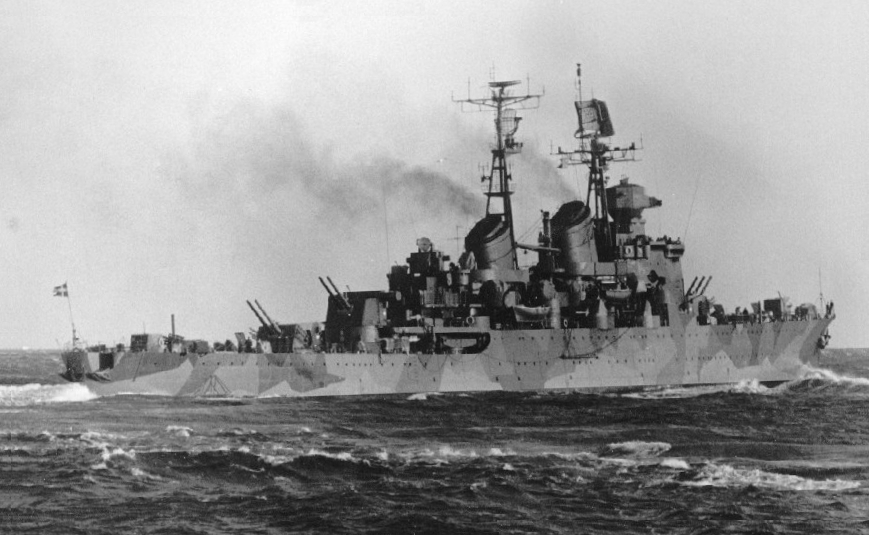
Göta Lejon under krigsövningen 1964

Den 15 december 1947 levererades fartyget till marinen, varpå hon genomförde en halvårslång expedition. I oktober 1948 avrustades fartyget och lades in på varv, då överbyggnaden byggdes om och radar och ny stridsledning installerades. I mars 1951 rustades fartyget igen, och under sommaren samma år var båda fartygen i klassen för första och enda gången rustade samtidigt. Göta Lejon förblev rustad till 1953, då hon lades in på varv till år 1958. Under denna period genomfördes en omfattande modifiering av luftvärnet, vilket innebar att ny eldledning installerades och luftvärnskanonerna byttes ut mot modernare varianter. Efter modifieringen gick fartyget på en kort expedition, tills hon åter igen avrustades 1959. År 1964 rustades fartyget för sista gången under svensk flagg för en krigsövning. Därefter låg hon i materielberedskap tills den 1 juli 1970 då hon utrangerades.

### Försäljning
För att få ut mer än bara skrotvärdet lades Göta Lejon efter utrangeringen ut till försäljning. Efter förhandlingar undertecknades den 25 augusti 1971 avtal om att fartyget skulle säljas till Chile. Den 18 september skiftades flaggan och fartyget fick det nya namnet Almirante Latorre, och den 9 december avgick fartyget mot Chile. Fartyget tjänstgjorde därefter i Chiles flotta till den 4 februari 1984, och i augusti 1985 såldes hon för skrotning i Taiwan.